# Ante Bebek
Ante Bebek (* 26. Januar 2003 in Zagreb) ist ein kroatischer Eishockeyspieler, der seit Februar 2023 für den KHL Sisak in der International Hockey League spielt.

## Karriere
Ante Bebek begann seine Karriere als Eishockeyspieler in seiner Geburtsstadt Zagreb im Nachwuchsbereich des KHL Medveščak Zagreb. 2019 wechselte er nach Slowenien, wo er beim HK Slavija Ljubljana ebenfalls in der Juniorenmannschaft spielte, aber auch zu ersten Einsätzen in der International Hockey League kam. Kurz vor Ende der Saison 2021/22 kehrte er zu Medveščak zurück. Zur folgenden Saison zog es ihn nach Schweden. Dort spielte er beim Nässjö HC überwiegend in der J20 Region, wurde aber auch im Herren-Team in der viertklassigen Hockeytvåan eingesetzt. Nachdem er die Spielzeit 2022/23 beim Borås HC ebenfalls in der J20 Region begonnen hatte, kehrte er im Februar 2023 nach Kroatien zurück und spielt dort seither für den KHL Sisak in der International Hockey League.

### International
Für Kroatien nahm Bebek im Juniorenbereich an den Division-II-Turnieren der U18-Weltmeisterschaft 2019 und der U20-Weltmeisterschaften 2020, 2022, als er die beste Plus/Minus-Bilanz des Turniers erreichte, und 2023 teil. 
Im Herrenbereich stand er erstmals im Aufgebot seines Landes beim Turnier der Division I der Weltmeisterschaft 2022. Auch 2024, als der Aufstieg in die Division I gelang, spielte er in der Division II. Zudem vertrat er seine Farben bei der Olympiaqualifikation für die Winterspiele in Mailand 2026.

## Erfolge und Auszeichnungen
- 2022 Aufstieg in die Division II, Gruppe A, bei der U20-Weltmeisterschaft der Division II, Gruppe B
- 2022 Beste Plus/Minus-Bilanz bei der U20-Weltmeisterschaft der Division II, Gruppe B
- 2023 Aufstieg in die Division I, Gruppe B, bei der U20-Weltmeisterschaft der Division II, Gruppe A
- 2024 Aufstieg in die Division I, Gruppe B, bei der Weltmeisterschaft der Division II, Gruppe A